# Протесты в Международный женский день 1979 года в Тегеране

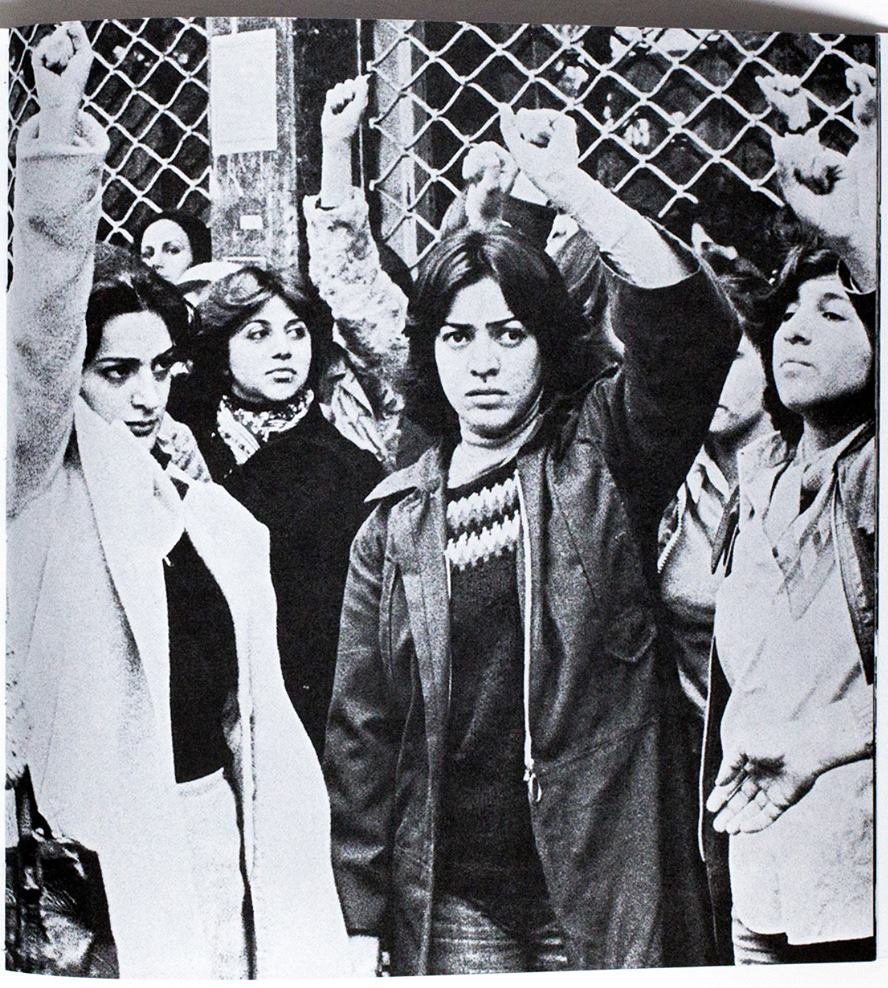
Акция протеста 8 марта 1979 года в Тегеране

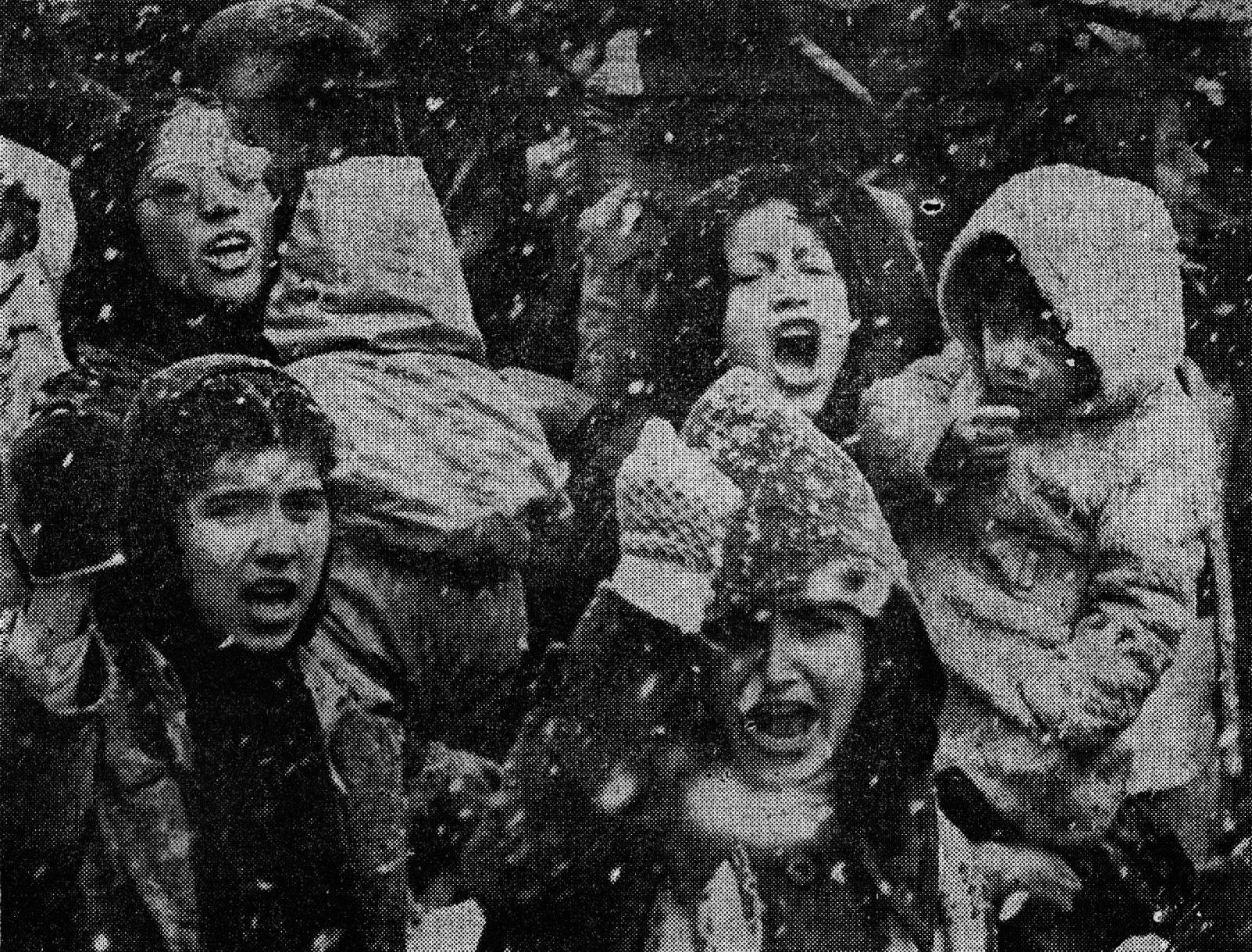
Акция протеста 8 марта 1979 года в Тегеране

В Международный женский день 8 марта 1979 года в Тегеране в Иране прошёл женский марш. Изначально марш был предназначен для празднования Международного женского дня, но трансформировался в массовые протесты против изменений, произошедших в правах женщин во время иранской революции, в частности введения требования обязательного ношения покрытия головы (хиджаба), о котором было объявлено накануне. Протесты длились шесть дней, с 8 по 14 марта 1979 года, в них приняли участие тысячи женщин. Протесты были встречены насилием и запугиванием со стороны исламистских сил, поддерживающих получившего власть Хомейни.
Исламистская фракция, возглавляемая клерикалами в то время, не имея возможности и гегемонии для маргинализации конкурирующих политических соперников, была вынуждена отступить после протестов. Однако вскоре после этого исламистская фракция мобилизовала исламистских женщин, чтобы они сплотились во имя нового политического и социального порядка, который они хотели реализовать. К июню 1981 года большая часть либерального и левого политического спектра Ирана была уничтожена фракцией, поддерживающей Хомейни. Затем, в 1983 году, иранский парламент (Маджлес) одобрил закон, «наказывающий женщин, которые отказываются соблюдать предписанное государством ношение хиджаба». С тех пор такие законы, которые благоприятствуют обязательному ношению хиджаба, стали ключевым моментом в «контроле за женской политической активностью и инакомыслием» и дали руководству Ирана после 1979 года удобный предлог «преследовать, запугивать, нападать и заключать в тюрьму активисток со всего идеологического спектра».

## Предыстория
Ношение Кашф-э хиджаба было отменено в 1936 году во время правления Реза-шаха, и в течение пяти лет ношение хиджаба было запрещено. Начиная с 1941 года, при сыне и преемнике Реза-шаха Мохаммеде Резе Пехлеви, женщины могли свободно одеваться по своему желанию. Однако при его режиме чадра считалась знаком отсталости и показателем принадлежности к низшему классу. Считалось, что женщины в чадре принадлежали к консервативным религиозным семьям с ограниченным образованием, тогда как женщины без чадры считались выходцами из образованного и профессионального высшего или среднего класса.
Во время революции конца 1970-х годов хиджаб стал политическим символом. Консервативные традиционалисты считали хиджаб признаком добродетели и, таким образом, представляли женщину без покрытия как противоположность этому. Некоторые представители оппозиции стали рассматривать женщин в обнажённом виде как символ колониализма западной культуры, вестоксикации; как пропагандисток «коррумпированной западной культуры», подрывающий традиционалистскую концепцию «морали общества»; и как чрезмерно разодетые «буржуазные куклы», потерявшие честь. Хиджаб рассматривался пехлеви как отказ от их политики модернизации и, следовательно, от их правления, и во время иранской революции многие светские неконсервативные женщины, принадлежащие к оппозиции, носили чадру, поскольку она стала символом оппозиции режиму Пехлеви.
Во время массовых протестов, приведших к революции, женщины, участвовавшие в протестах, часто носили паранджу, а женщины, которые казались открытыми, часто подвергались преследованиям со стороны революционеров-фундаменталистов. Двумя лозунгами революции 1979 года были: «Наденьте чадру, или мы ударим вас по голове» и «Смерть непокрытым». В 1978—1979 годах, на заре Исламской революции, антишахский фронт состоял из очень широкой группы либералов, религиозных националистов, воинствующих исламистов, марксистов-ленинцев, базаров и бастующих нефтяников. Однако именно аятолла Хомейни, шиитский священнослужитель, быстро зарекомендовал себя как главный лидер революции. В своей цели свергнуть шаха он активно призывал женщин присоединиться к этому делу, но в то же время почти не проявлял признаков того, что хочет ввести обязательное ношение ношения хиджаба или даже хотел отменить определённые права женщин в послереволюционном Иране. Именно после его возвращения в Иран его риторика и риторика его политических союзников быстро изменилась.
Сразу после революции не было издано официального закона, обязывающего носить чадру, но, поскольку женщины с обнажённой грудью часто подвергались преследованиям и давлению, многие из них прибегали к ношению чадры, чтобы избежать преследований.
7 марта 1979 года аятолла Хомейни издал указ об обязательном ношении хиджаба для всех женщин на рабочем месте и постановил, что женщинам больше не разрешается входить на рабочее место или в открытое правительственное учреждение без хиджаба, что он назвал «обнажённостью»:
«В исламских учреждениях женщины не должны появляться обнажёнными. Женщины могут присутствовать, пока они в хиджабе. Для них нет препятствий на работе, пока они соблюдают исламский хиджаб».
Однако неконсервативные женщины, которые носили чадру как символ оппозиции во время революции, не ожидали, что ношение чадры станет обязательным, и когда стал известен указ об обязательном ношении хиджаба, он был встречен протестами и противодействием, особенно со стороны либералов и левые женщины.
Постановление о ношении ношения было воспринято многими как свидетельство того, что, несмотря на то, что они участвовали в революции, женщины были низведены, как выразился один лидер протеста, «обратно до статуса собаки». Среди женщин существовали опасения, что они вот-вот потеряют гражданские права, полученные при шахе.

## Протесты
Утром 8 марта десятки тысяч женщин собрались возле офиса нового премьер-министра в Тегеране. Ещё 3000 женщин вышли на акцию протеста в религиозный город Кум, который был резиденцией аятоллы Хомейни. Протестующие были с непокрытыми головами. Участвовавшие женщины были представителями всех слоёв общества, хотя большинство из них принадлежали к среднему классу и были образованными.
Женщины скандировали протесты против попыток ограничить их права, например: «У нас не было революции, чтобы идти назад». Одна из протестующих вспоминала: «У нас не было никаких сомнений в том, что это первый шаг к нашему подавлению, и мы должны противостоять этому — и как женщины, [и] как революционеры». Ещё один прозвучавший лозунг гласил: «В заре свободы, есть отсутствие свободы».
Протестующие заявили, что многие мусульманские активисты считают непокрытых женщин «нечистыми», поскольку они восприняли высказывания аятоллы буквально. Один протестующий сказал:
«Если швейцар бросает в вас баклажан, когда вы пытаетесь войти в правительственное учреждение, это не вина Имама Хомейни, это вина швейцара», — сказал один из протестующих. «Они могут разъяснять и пытаться умиротворить нас, сколько хотят, но до тех пор, пока революция не скажет людям, что женщины могут носить современную одежду, зарабатывать достойную зарплату, занимать хорошую работу, а не кланяться и царапаться, мы будут подвергаться преследованиям с того момента, как мы выйдем из дома».
Сообщается, что милиционеров сдержали, но в тот момент, когда женщины и их противники протеста оказались на грани столкновения, была произведена стрельба в воздух.
Сторонники-мужчины образовали живые цепи по обе стороны от протестующих женщин, чтобы защитить их. Однако цепочка несколько раз разрывалась, а на некоторых протестующих нападали. На протестующих женщин на улицах нападали толпы противников протеста с ножами, камнями, кирпичами и битым стеклом. Эпитеты в адрес протестующих выкрикивали как прохожие-мужчины, так и женщины в чадрах.
Во время одной из демонстраций 15 000 протестующих захватили Дворец правосудия и провели трёхчасовую сидячую забастовку. Протестующими был зачитан список из восьми требований. В список входило право выбора одежды; равные гражданские права с мужчинами; отсутствие дискриминации в политических, социальных и экономических правах; и гарантия полной защиты законных прав и свобод женщин.

## Реакция в Иране
Правительство и исламские лидеры попытались успокоить протесты. Помощники аятоллы отреагировали на протесты, заявив, что он всего лишь призвал носить «скромную одежду». Это заявление Махмуда Талегани от правительства, заверившего общественность, что хиджаб не будет навязываться, а только поощряться, привело к успокоению протестов.

## Международная реакция
Протесты получили некоторую солидарность со стороны феминисток за рубежом. Феминистки Германии, Франции, Египта и ряда других стран объединились в Комитет солидарности (CIDF). Делегацию солидарности направил Международный комитет по правам женщин (другое название Комитета солидарности или CIDF) под председательством Симоны де Бовуар.
В протестах приняла участие американская феминистка Кейт Миллетт, приглашённая студенческими активистами. Кейт Миллетт сказала:
«Я здесь, потому что это неизбежно», добавила она. «Сейчас это око бури. Женщины всего мира смотрят сюда. Это целый уголок, исламский мир, место, которое, как мы думали, будет труднее всего достичь, и, ух ты, посмотри на него!»
12-минутный документальный фильм о протестах был снят воинственной французской феминистской группой «Психоанализ и политика», которая присутствовала на марше и документировала увиденное. Этот документальный фильм остаётся единственным существующим фильмом о тех событиях.

## Результаты и последствия
Протесты привели к временной отмене указа об обязательном ношении хиджаба. Однако, когда к июню 1981 года левые и либералы были устранены, и консерваторы получили единоличный контроль, то ношение чадры стало обязательным для всех женщин. Это началось с «исламизации офисов» в июле 1980 года, когда женщинам с обнажённой головой было отказано во входе в правительственные учреждения и общественные здания, а также им было запрещено появляться на рабочем месте без покрытия под угрозой увольнения. На улицах женщины без одежды подверглись нападению со стороны революционеров. В июле 1981 года был издан указ об обязательном ношении хиджаба в общественных местах, за которым в 1983 году последовал Закон об исламском наказании, вводивший телесные наказания для женщин, не имеющих хиджаба: «Женщины, которые появляются на публике без хиджаба, будут приговорены к порке до 74 ударами плетью». Закон обеспечивался членами комитетов исламской революции, патрулировавшими улицы, а затем патрулями направления, также называемыми полицией нравов.
С тех пор такие законы, которые способствуют обязательному ношению хиджаба, стали ключевым моментом в «контролировании женской политической активности и инакомыслия» и дали руководству Ирана после 1979 года удобный повод «преследовать, запугивать, нападать и заключать в тюрьму активисток со всего идеологического спектра».